# Jan Kuśmidrowicz
Jan Kazimierz Kuśmidrowicz (ur. 1886, zm. po 1938) – polski malarz.
Początkowo służył w Legionie Wschodnim, do którego zgłosił się 16 sierpnia 1914, do Legionów Polskich wstąpił w maju 1915, 3 pluton 1 szwadron 1 Pułku Ułanów. We wrześniu tego samego roku z powodu choroby przebywał w kilku kolejnych szpitalach legionowych. 5 września 1916 został zwolniony ze służby otrzymując stały urlop zdrowotny i wyjechał do Warszawy. Od 1923 do 1938 wystawiał swoje prace z lwowskim Towarzystwem Przyjaciół Sztuk Pięknych. W 1930 kolekcja obrazów Jana Kuśmidrowicza została wystawiona w warszawskim Towarzystwie Zachęty Sztuk Pięknych. Po 1938 nie uczestniczył w żadnej wystawie, data śmierci artysty nie jest znana.
Malował przede wszystkim pejzaże oraz krajobrazy miejskie, rzadziej tworzył obrazy przedstawiające kwiaty i kompozycje figuralne. Najliczniejszą kolekcję obrazów tego posiada Muzeum Okręgowe w Bielsku-Białej, mniejsze znajduje się w Muzeum Uniwersytetu Jagiellońskiego i zbiory malarstwa we Lwowie.